# 戸塚亮
戸塚 亮（とづか りょう、1982年9月22日 - ）は、日本の元サッカー選手でサッカー指導者。

## 経歴
東京都府中市出身。東京都立久留米高等学校（現・東京都立東久留米総合高等学校）から阪南大学に進む。大学を2年で中退したのち、アルゼンチンのクラブで練習生となる。2003 - 2005年はアルマグロに所属。久留米高校では中村憲剛の2年後輩に当たる。
アルゼンチンのクラブのマネージャーからカメルーンでのプレーを紹介され、2005年キャノン・ヤウンデに入団。カメルーンのサッカーリーグでプレーするアジア人は戸塚が初めてであった。キャノン・ヤウンデでは18試合に出場して2得点を記録した。
引退後は出身地にあるサッカーチームであるFC府中の監督を務める。
卒業生に吉長真優がいる。